# 12238 Actor
12238 Actor este o planetă minoră (asteroid), cu un diametru de 30,252 km, din Asteroid troian al lui Jupiter. A fost descoperită pe 17 decembrie 1987 la Observatorul European Austral de Eric Walter Elst și a fost numită după Actor⁠(d). 
Obiectul prezintă o orbită caracterizată de o semiaxă mare de 5,1735781 UAi, o excentricitate de 0,123, o înclinație de 21,08925 ° în raport cu ecliptica.